# Jindřich Záhoř
Jindřich Záhoř (6. listopadu 1845 Volyně – 21. září 1927 Praha) byl rakouský a český lékař, pražský městský hygienik a politik, na přelomu 19. a 20. století poslanec Českého zemského sněmu.

## Biografie
Vystudoval na gymnáziu v Budějovicích a Písku a roku 1871 na Karlo-Ferdinandově univerzitě v Praze získal titul doktora lékařství.
Roku 1878 nastoupil jako městský okresní lékař a roku 1884 fysik v Praze. Od roku 1888 působil coby vrchní městský fyzik pražský. V této funkci se zasloužil o četná hygienická opatření jako výstavba kanalizace, asanace Josefova, zbudování ústředních jatek a stavba krematorií. Zároveň působil na pozici sekundáře v druhém oddělení pro nemoci vnitřní pražské všeobecné nemocnice. Spoluzakládal Spolek pro hry mládeže české v Praze. Propagoval kremační pohřby a angažoval se ve Společnosti pro spalování mrtvol. Společně s Dr. Weissem vydal publikaci Názvosloví lékařské. Od roku 1884 byl redaktorem listu Zdravotní zprávy města Prahy. Přispíval i do Časopisu českých lékařů.
Zasedal v zemské zdravotní radě. Koncem století se zapojil i do zemské politiky. Ve volbách v roce 1895 byl zvolen v kurii městské (volební obvod Praha-Holešovice) do Českého zemského sněmu. Politicky patřil k mladočeské straně.
Zemřel v září 1927. Jeho pohřeb se konal v krematoriu v Praze na Olšanech. Promluvil na něm bývalý ministr zdravotnictví Ladislav Prokop Procházka, který zdůraznil, že Záhoř svými zdravotními a hygienickými aktivitami zachránil v Praze desítky tisíc lidských životů.

## Rodina

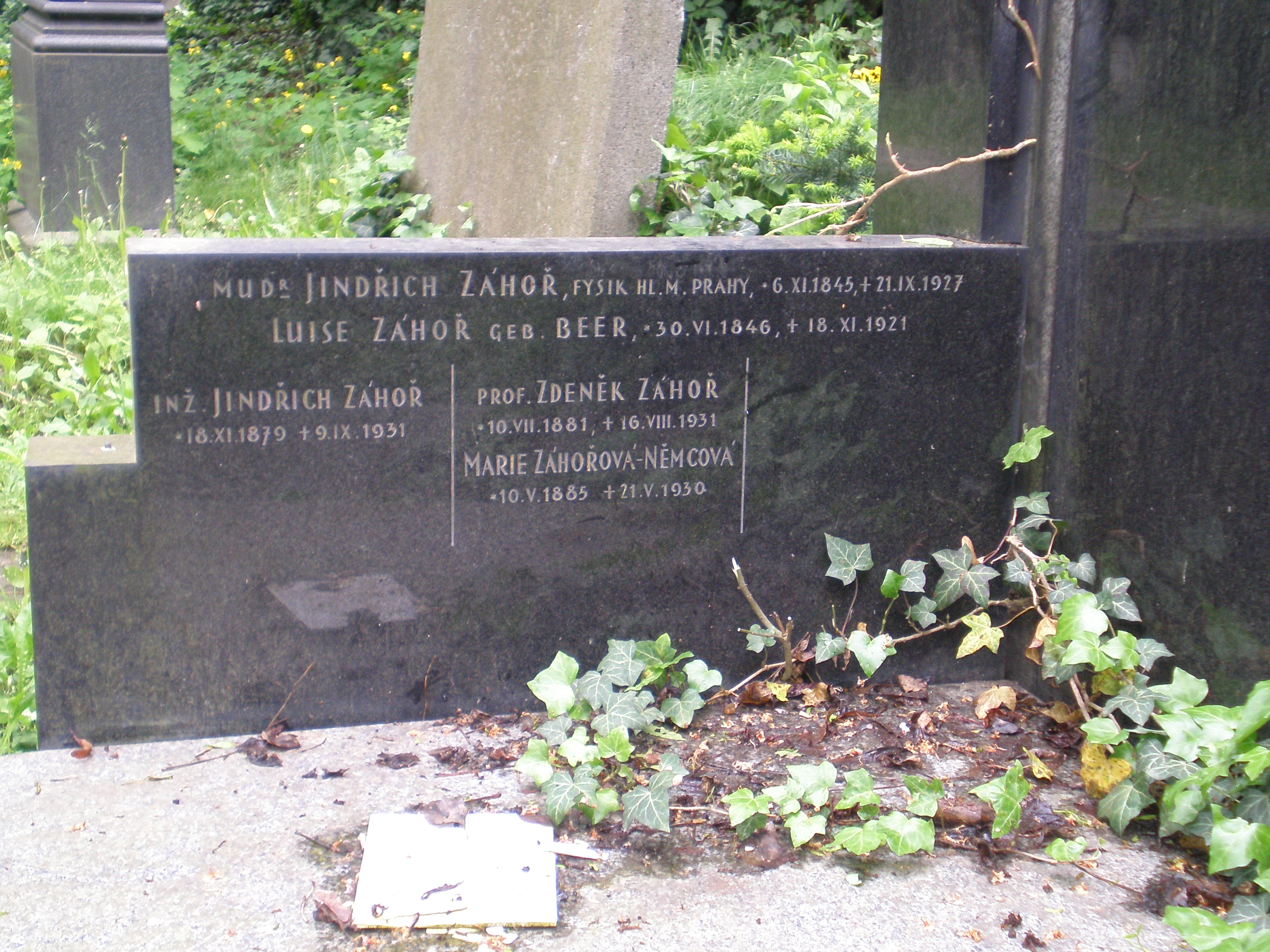
Hrob Jindřicha Záhoře na Olšanských hřbitovech

- Syn Zdeněk Záhoř[6] (1881-1931) pracoval jako středoškolský profesor, autor učebnic sexuální výchovy a literárně historických prací.[7] Jeho manželkou byla Marie Záhořová-Němcová (1885-1930), filantropka, vnučka Boženy Němcové.[8]
- Syn Alexej Záhoř (1883-1969) působil jako oční lékař.[4][9]